# Des Arc (Arkansas)
Des Arc város az USA Arkansas államában, Prairie megyében, melynek megyeszékhelye is. Lakosainak száma 1905 fő (2020. április 1.).

## Népesség
A település népességének változása:
| Lakosok száma | 548  | 1933 | 1717 | 1905 |
|               | 1880 | 2000 | 2010 | 2020 |